# ヤロスラフ・ユーリエヴィチ (ムーロム公)
ヤロスラフ・ユーリエヴィチ（ロシア語: Ярослав Юрьевич、? - 1248年以降）は、1237年からムーロム公となった人物である。ムーロム公ユーリーの唯一の子にあたる。

## 生涯
1237年、バトゥの率いるモンゴルのルーシ侵攻によって父のユーリーが死亡した後、ムーロム公国を継いだ。ヤロスラフの統治について特筆すべきことは知られていない。1232年、ムーロム公とリャザン公の軍がモルドヴィン人への遠征に参加しており、詳らかではないものの、ヤロスラフはこの遠征に参加したとみられている。1239年、モンゴル軍はモルドヴィン人の地を征服し、ムーロムにも火をかけた。
1248年に、ヤロスラフは自分の娘をロストフ公ボリス(ru)と結婚させたという記述がある。これ以降、1345年まで、ムーロム公についての言及はない。

## 妻子
妻の名は不明。マリヤという娘があり、ロストフ公ボリスと結婚した。
ヤロスラフの息子の存在については、特に知られていない。1345年にムーロム公ヴァシリー・ヤロスラヴィチが死去し、兄弟のユーリーが公となった、という言及がある。また『ビロードの本』によれば、ヴァシリーとユーリーはヤロスラフの子であるとされる。しかしこれらの記述に従うならば、1世紀を経た後も、ヤロスラフの息子が生存していたということになるため、研究者たちはこれらの記述に疑問を呈している。なおヴァシリーとユーリーが、ヤロスラフの孫か曾孫である可能性はある。